# Cremat (pel·lícula)
Cremat (originalment en francès, Burnt) és una pel·lícula dramàtica estatunidenca del 2015 dirigida per John Wells i escrita per Steven Knight, a partir d'una història de Michael Kalesniko. La pel·lícula és protagonitzada per un repartiment coral que inclou Bradley Cooper, Sienna Miller, Omar Sy, Daniel Brühl, Matthew Rhys, Riccardo Scamarcio, Alicia Vikander, Uma Thurman i Emma Thompson.
El rodatge principal de la pel·lícula va començar el 23 de juliol de 2014 a Nova Orleans, durant dos dies. Aleshores, la producció es va traslladar a Londres i als West London Film Studios. La cinta es va estrenar el 30 d'octubre de 2015 per The Weinstein Company. El 18 de desembre de 2020 es va estrenar el doblatge en català a TV3.

## Sinopsi
Un xef amb dues estrelles Michelin, ha perdut tot el prestigi per culpa del seu caràcter i els problemes amb les dones i la droga. Després d'haver passat un temps lluny de l'alta cuina decideix tornar-hi i obrir un restaurant amb uns quants cuiners que coneix per aconseguir la tercera estrella, però el seu caràcter no li posarà les coses fàcils. A més, a París va deixar uns quants assumptes per resoldre, i aquests últims anys el món de la cuina ha canviat molt.

## Repartiment
- Bradley Cooper com a Adam Jones
- Sienna Miller com a Helene Sweeney
- Omar Sy com a Michel
- Daniel Brühl com a Tony Balerdi
- Riccardo Scamarcio com a Max
- Sam Keeley com a David
- Alicia Vikander com a Anne Marie
- Matthew Rhys com a Montgomery Reece
- Uma Thurman com a Simone
- Emma Thompson com a Dr. Rosshilde
- Lily James com a Sara
- Sarah Greene com a Kaitlin
- Jamie Dornan com a Leon Sweeney (escenes descartades)[11]